# Nessuno deve sapere (film 2021)
Nessuno deve sapere (Nobody Has to Know) è un film drammatico del 2021 diretto da Bouli Lanners.

## Trama
Philippe, cinquantenne belga che vive e lavora all'interno di una comunità protestante nell'isola di Lewis e Harris, viene colpito da un ictus cerebrale, perdendo completamente la memoria. Millie, sorella di un suo collega, finge di essere stata precedentemente la sua amante.

## Riconoscimenti
- 2023 - Premio Magritte
  - Miglior film
  - Miglior regista a Bouli Lanners
  - Candidatura a migliore sceneggiatura a Bouli Lanners
  - Candidatura a miglior sonoro
  - Candidatura a migliore scenografia a Paul Rouschop
  - Candidatura a migliori costumi a Élise Ancion
  - Candidatura a migliore montaggio a Ewin Ryckaert